# Ееро Тарасти
Ееро Тарасти (на фински: Eero Aarne Pekka Tarasti, р. 27 септември 1948, Хелзинки, Финландия) е финландски музиколог и семиотик, професор по музикознание в Хелзинкския университет.

## Биография
Ееро Тарасти следва пиано в Музикална академия „Ян Сибелиус“ в Хелзинки (1967 – 1975) и музикознание в Хелзинкския университет (1967 – 1975). Специализира музика във Виена (1972) и Париж (1973, École Normale de Musique), а хуманитарни науки – в Париж (1974 – 75, École des Hautes Études en Sciences Sociales) и Рио де Жанейро (1976, Федерален университет).
Докторска степен получава в Хелзинкския университет през 1978 г. с дисертация на тема Митът и музиката върху творчеството на Рихард Вагнер, Ян Сибелиус и Игор Стравински. След това започва да преподава в Университета на Ювяскюля (1979 – 1984), където бива назначен за професор по педагогика на изкуството през 1979 г. и професор по музикология през 1983 г. През 1984 г. поема мястото на професор по музикология в Хелзинкския университет, където остава на основна работа до днес.
Стипендиант е на Института за академични изследвания към Индианския университет в Блумингтън (1993). Гост професор в Парижки университет I, Сорбона (пролетта на 1995), Тартуския университет в Естония (1997 – 98), Университета на Минесота в Минеаполис (1999), Университета Париж-VIII (2002) и Университета на Екс ан Прованс (2002). Лекции изнася в почти всички европейски страни, Русия, САЩ, Мексико, Бразилия, Аржентина, Чили, Перу и Япония.
Тарасти ръководи множество семиотични и музиколожки общества и организации и още от 1970-те години пише и редактира голямо количество книги, очертаващи възможностите за прилагането на семиотичния подход върху музикален материал. Той е основател и президент на Семиотичното общество на Финландия (1979), вицепрезидент (1990 – 2004) и президент (2004–до днес) на Международната асоциация за семиотични изследвания (International Association for Semiotic Studies, IASS/AIS) и директор на Международния семиотичен институт (International Semiotics Institute, ISI) в Иматра (от основаването му през 1988).
Член е също така на Academia Europaea (от 1987) и на Финландската академия на науките (от 1990), президент на Финландското музиколожко общество (1995 – 98) и на Финландското естетическо общество (1986 – 87). Член е на съвета за образование по изкуства към Финландския парламент (от 2011). Участва в редакционните съвети на множество списания по музикология и семиотика – Seemiootikee (издавано от Тартуския университет в Естония), DeSignis (Publicación de la Federación Latinoamericana de Semiótica), Signa (издавано от Испанското семиотично общество), Lithuanian musicology, TRANS (електронно списание по музикология и етномузикология, Барселона), Música Humana (списание на Корейския институт по музикология), Perspectiva Interdisciplinaria de Música (UNAM, Мексико), LEXIA (семиотично списание, издавано в Торино, Италия), EIMAS (Encontro Internacional de Música e Arte Sonora) (Universidade Federal de Juiz de Fora, Бразилия). Член е на комитета по издаването на съчиненията на Ян Сибелиус.
Женен е за Ейла Марита Елизабет Тарасти, пианистка и музиколожка.

## Признание и отличия
- Почетен доктор по хуманитаристика, Индиански университет, Блумингтън, 1997
- Награда „Дж. В. Снелман“ на Хелзинкския университет, 1997
- Наградата за наука на град Хелзинки, 1998
- Почетен доктор на Естонската музикална академия, 1999
- Орден на бялата роза, I степен, Финландия, 1999
- Медал на Ордена на Рио Бранко, Бразилия, 2000
- Почетен доктор на Нов български университет в София, 2001[3]
- Кавалер на Ордена на академичната палма, Франция, 2004
- Почетен член на Обществото „Рихард Вагнер“ във Финландия, 2008

### Авторски книги
- Myth and music: a semiotic approach to the aesthetics of myth in music, especially that of Wagner, Sibelius and Stravinsky (англ. 1978, 2. изд. 1979; фин. 1994, фр. 2003 – Mythe et musique. Paris: Michel de Maule).
- Heitor Villa-Lobos ja Brasilian sielu (фин. 1987, англ. 1995 – North Carolina: McFarland)
- Johdatusta semiotiikkaan: Esseitä taiteen ja kulttuurin merkkijärjestelmistä (1990)
- Esimerkkejä: Semiotiikan uusia teorioita ja sovelluksia. Artikkelit julkaistu 1990 – 96 aikakauslehdissä ja kokoomateoksissa. Helsinki: Gaudeamus, 1996 ISBN 951-662-673-4
- Romantiikan uni ja hurmio (1992)
- A Theory of Musical Semiotics (1994, Bloomington: Indiana University Press)
- Professori Amfortasin salaisuus: Romaani (роман) (1995), прев. на френски Secret du professeur Amfortas (2000, Paris: L'Harmattan), прев. на естонски Professor Amfortase saladus (2003)
- Sävelten sankareita – eurooppalaisia musiikkiesseitä (1998)
- Existential Semiotics (2000) (Bloomington: Indiana University Press)
  - Fondamenti di semiotica esistenziale (прев. М. Берути), Bari-Roma: Laterza Editore, 2009
  - Fondements de la sémiotique existentielle (traduction par Jean-Laurent Csinidis), Paris: L’Harmattan, 2009
  - Екзистенциална семиотика (превод на Ивайло Кръстев, Кристиан Банков), София: Нов български университет, 2009.
  - Foundations of Existential Semiotics (2012) (китайско издание на Sichuan University Press)
- Signs of music: a guide to musical semiotics (англ. 2002 – Berlin: Walter de Gruyter)
  - La musique et ses signes. Paris: L’Harmattan, 2006
  - I segni della musica. Che cosa ci dicono i suoni. Milano: Ricordi/LIM, 2010
- Musiikin todellisuudet: säveltaiteen ensyklopedia (Световете на музиката. Енциклопедия) (2003) (Helsinki University Press)
- Pariisin uudet mysteerit ja muita matkakertomuksia (2004)
- Arvot ja merkit: Johdatus eksistentiaalisemiotiikkaan. Helsinki: Gaudeamus, 2004 ISBN 951-662-909-1
- Muotokuvia: Tulkintoja, muistelmia, tarinoita (Портрети: интерпретации, реминисценции, истории) (2006) (Imatra: ISI)
- Semiotics of Classical Music: How Mozart, Brahms and Wagner Talk to Us (2012) (Berlin: Mouton de Gruyter)
- Musiikki ja humanismi – Suomen saloilta Pariisin salonkeihin: Esseitä vuosilta 2003 – 2013 (2013) (Joensuu: University Press of Eastern Finland)

### Редакторство и съставителство
- Musiikin soivat muodot (1982)
- Pariisin semioottisen koulukunnan esseitä (1982)
- Maamme Suomi (Нашата страна Финландия), съст. заедно с A. Tiitta, J. Nummi и R. Stewen, Helsinki: Weilin et Göös, 2007
- Semiotics of Music (1987) (спец. брой на електронното сп. Applied Semiotics, Торонто, Канада)
- Essays on the philosophy of music (1988), Veikko Rantalan ja Lewis Rowellin kanssa
- Musical Signification: Between Rhetoric and Pragmatics (съст. заедно с Gino Stefani и Luca Marconi) (CLUEB, Bologna) (1998)
- La musique comme langage I–II 1987 – 88 (Degres)
- Sémiologie et pratiques esthetiques (1991) (Degres)
- Semiotics of Finland (1991) (спец. брой на сп. Semiotica)
- Center and periphery in representations and institutions (1992) (Acta Semiotica Fennica ASF)
- On the borderlines of semiosis: Proceedings from the ISI conferences 1991 and 1992 in Imatra (1993)
- Ajan arvot & sankarit (1995), Jan Blomstedtin ja Maarja Lõhmuksen kanssa
- Musical signification: Essays in the semiotic theory and analysis of music (1995) (Berlin: Mouton)
- Musical semiotics in growth (1996) (ASF/IU Press)
- Snow, forest, silence: The Finnish tradition of semiotics (1999)
- Ymmärtämisen merkit: Samuuden ja toiseuden ikoneja suomalaisessa kulttuurissa (2000)
- Musical semiotics revisited (2003)
- Understanding/misunderstanding: Contributions to the study of the hermeneutics of signs (2003)
- Music and the Arts I-II (Imatra, Acta semiotica fennica) (2006)
- Global signs: Proceedings from the ISI Summer Congresses at Imatra in 2003 – 2006 (2008)
- Communication: Understanding/misunderstanding (2009) (Proceedings from the 9th World Congress of IASS/AIS (ed.) I-III, Imatra: Acta semiotica fennica)

## Медия
- Sémiotique et musicologie – Eero Tarasti, филм за живота и делото на проф. Тарасти, на френски и английски (4 часа), произведен от Дома на науките за човека в Париж (2004), в поредицата Entretiens. Les archives de la recherche en sciences humaines et sociales.